# 陶文彥
陶文彦（？—17世紀），字名籙，雲南大理府浪穹县人，明朝政治人物。

## 生平
天啓四年（1624年）甲子科雲南鄉試第四十三名舉人，七年（1634年）中甲戌科會試第七十名，廷試三甲第一百五十名進士，通政司觀政，八年授福建连城县知縣，十年降调。

## 家族
曾祖陶冕，祖陶汝成，父陶万化。